# Scyllarides haanii
Scyllarides haanii is een tienpotigensoort uit de familie van de Scyllaridae. De wetenschappelijke naam van de soort is voor het eerst geldig gepubliceerd in 1841 door De Haan.